# Le Souich
Le Souich là một xã ở tỉnh Pas-de-Calais, vùng Hauts-de-France của Pháp.

## Địa lý
Le Souich có cự ly 23 dặm (37 km) về phía tây nam của Arras, tại giao lộ của các tuyến đường D59 và đường D257, tại ranh giới với tỉnh Somme.

## Dân số
| 1962                                                         | 1968 | 1975 | 1982 | 1990 | 1999 | 2006 |
| ------------------------------------------------------------ | ---- | ---- | ---- | ---- | ---- | ---- |
| 203                                                          | 213  | 173  | 158  | 155  | 169  | 188  |
| Số liệu điều tra dân số từ năm 1962: Dân số không tính trùng |      |      |      |      |      |      |

## Địa điểm nổi bật
- Nhà thờ St.Nicholas, thế kỷ 16.
- Lâu đài thế kỷ 18.
- Nhà nguyện xây năm 1827.